# Denevérek

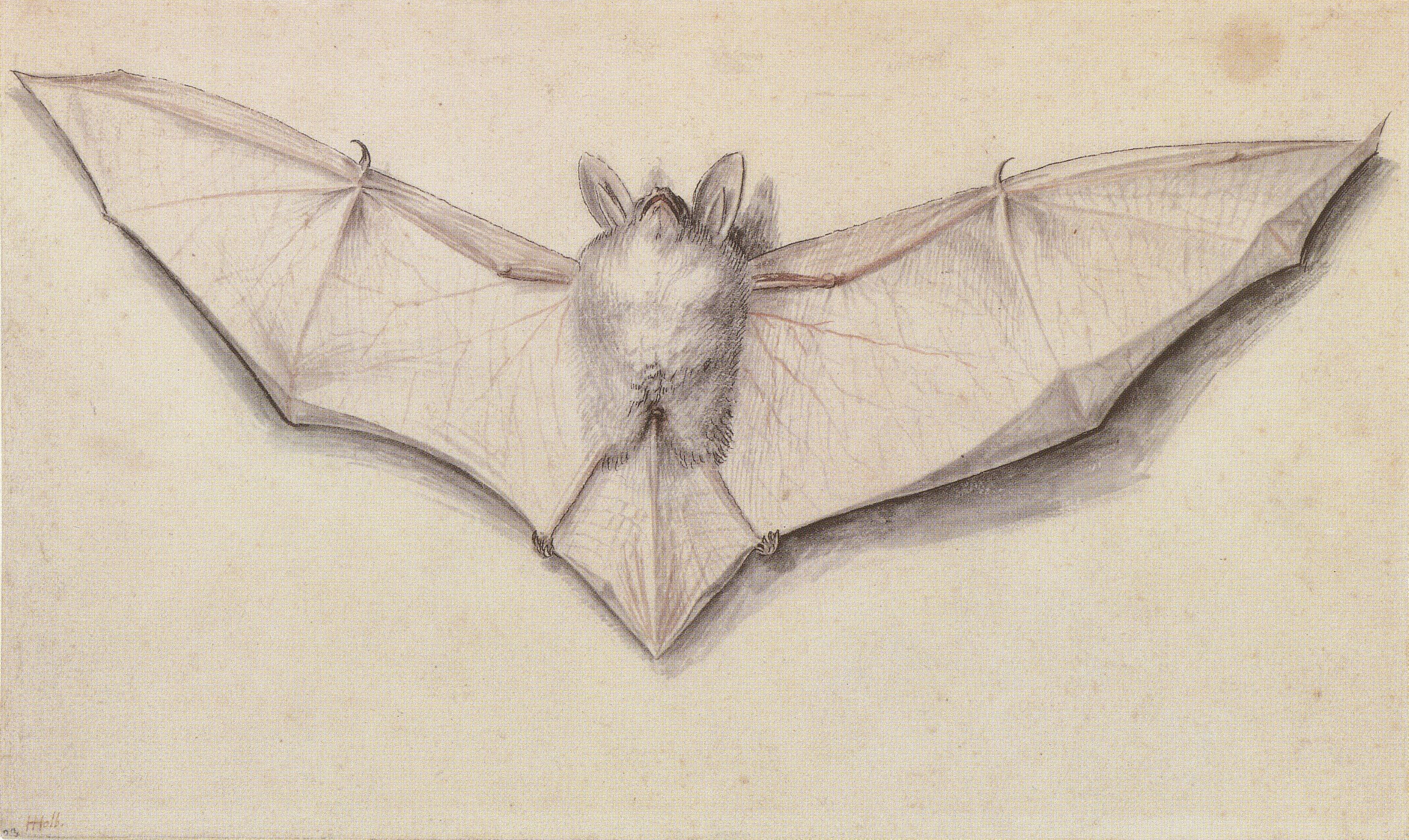
Ifjabb Hans Holbein denevér tanulmánya

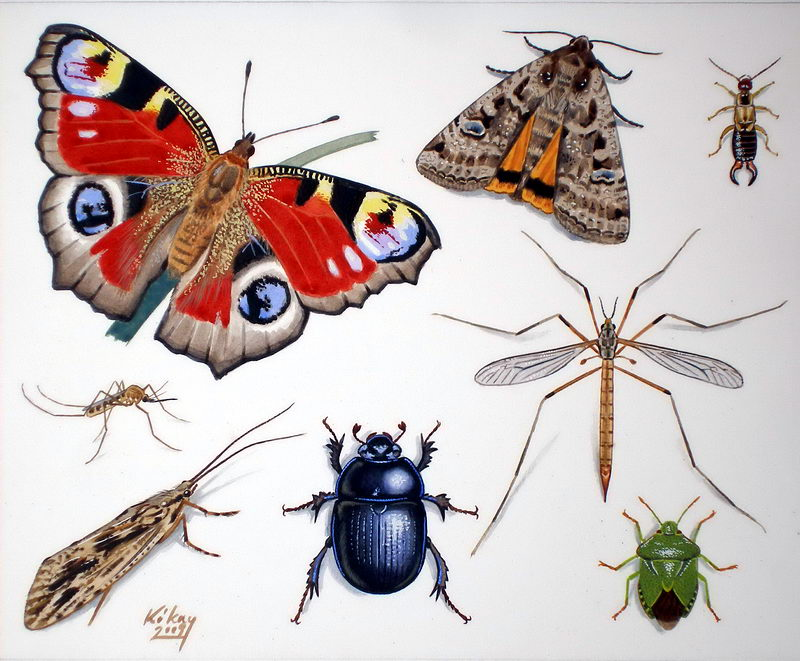
Kókay Szabolcs: A denevérek étlapján szereplő ízeltlábúak (akvarell és gouache papíron)

A denevérek (Chiroptera) az emlősök (Mammalia) osztályának egyik rendje.
19 család és mintegy 939 ma élő faj tartozik a rendbe.

## A rend leírása
Az emlősállatok egyedüli csoportja, amely aktív repülésre képes. Mellső végtagjaikon a másodiktól kezdve valamennyi ujjuk erősen meghosszabbodott. Közöttük, valamint a törzs oldala között egy vékony bőrredő – a „vitorla” – feszül, amely a hátsó lábra és a farokra is kiterjed. Mivel bőrszárnyuk nem ereszti át a levegőt, röptük különbözik a madarakétól. Az emlősök között egyedül állnak abban, hogy térdüket nemcsak befelé, hanem kifelé is képesek mozgatni, ami szükséges a leszálláshoz és a fejjel lefelé függéshez. Ebből következően lábujjaik sem előre-, hanem hátra néznek. A földön csak üggyel-bajjal mozognak. Éjszakai állatok. Napközben fejjel lefelé csüngenek faodvakban, barlangokban, padlásokon. Fogazatuk elkülönült metsző-, szem- és őrlőfogból áll, de valamennyi fog tűhegyes. Tépőfoguk nincs. Látásuk gyenge, ultrahangok segítségével tájékozódnak oly módon, hogy az általuk kibocsátott ultrahang az eléjük kerülő tárgyakról, rovarokról visszaverődik, és ezt érzékelik. Az ultrahang frekvenciája fajonként különböző, általában 35–105 kHz közé esik, de egyes fajoknál elérheti a 200 kHz-et is. A közönséges denevér a száján át, a patkósorrú denevérek a hártyás orrukon bocsátják ki az ultrahangot.
Európa valamennyi denevére hosszabb-rövidebb téli álmot alszik, amelynek időtartama a külső hőmérséklettől függ. Enyhe teleken az alvás csupán néhány hétre korlátozódhat. A délen élő denevérek az eltérő éghajlaton rövidebb ideig alszanak, mint a hidegebb tájakon lakók. A nagy denevérek csak Afroeurázsiában és Ausztráliában élnek, viszont a kis denevérek az egész Földet benépesítik. A kis denevérek között vannak növényevők, amelyek gyümölcsökkel és virágporral táplálkoznak, halevők, vérszívók, de többségük rovarevő. A hazai denevérek elsősorban a téli szállás iránt támasztanak igényeket: fontos, hogy itt óvva legyenek a fénytől, az erős hőmérséklet-ingadozásoktól, és a levegő páratartalma is elég magas legyen, hogy a denevérek a téli álom idején ne száradjanak ki. Testhőmérsékletük teleléskor, valamint a nyári hidegfrontok során jelentősen lecsökken. Hosszabb téli meleg időszakok alatt néhány faj megszakítja a pihenést, sőt, még táplálkozik is. A legtöbb denevérfaj társasan él, csak néhányuk pihen magányosan. Ezek saját revírt (vadászterület) tartanak, ahonnan elűzik a betolakodókat. Tavasszal számos nőstény gyűlik össze az arra alkalmas üregekben és barlangokban, utódaikat az ilyen, úgynevezett kölykezőszállásokon hozzák világra. A hímek ez idő alatt egyedül vagy kisebb csoportokban a környéken tartózkodnak. Az európai denevérállományok nagy része erősen csökken. Ennek legfőbb oka a rovartáplálék, a téli szállás, a kölykezőhelyek és a nyári szállások megfogyatkozása, valamint a zsákmányállatokból a szervezetükben felgyülemlő, emberi eredetű szennyeződések. Magyarországon valamennyi denevérfaj védett. Mesterséges denevérodúk kihelyezésével olykor segíthetünk néhány veszélyeztetett fajon.
Két fő csoportjuk:
- Nagy denevérek vagy repülőkutyák (Megachiroptera). Többségükben gyümölcsevő trópusi állatok.
- Kis denevérek (Microchiroptera). Ezek az Európában is jól ismert rovarevő denevérek.

## Rendszerezés
A rend az alábbi alrendeket és családokat foglalja magában:
- nagy denevérek (Megachiroptera)
  - repülőkutyafélék (Pteropodidae) – 165 faj
- kis denevérek (Microchiroptera)
  - Cistugidae - 2 faj
  - dongódenevérek (Craseonycteridae) – 1 faj
  - simaorrú-szabadfarkúak (Emballonuridae) – 47 faj
  - csonkaujjú denevérek (Furipteridae) – 2 faj
  - Hipposideridae - 91 faj
  - álvámpírok (Megadermatidae) – 5 faj
  - Miniopteridae - 27 faj
  - szelindekdenevérek (Molossidae) 80 faj
  - Mormoopidae – 8 faj
  - új-zélandi denevérfélék (Mystacinidae) – 2 faj
  - szívókorongos denevérek (Myzopodidae) – 1 faj
  - tölcsérfülű denevérek (Natalidae) – 5 faj
  - halászdenevér-félék (Noctilionidae) – 2 faj
  - hasítottorrú denevérek (Nycteridae) – 12 faj
  - hártyásorrú denevérek (Phyllostomidae) – 141 faj
  - patkósdenevérek (Rhinolophidae) – 84 faj
  - egérfarkú denevérek (Rhinopomatidae) – 4 faj
  - tapadókorongos denevérek (Thyropteridae) – 2 faj
  - simaorrú denevérek (Vespertilionidae) – 450 faj

## Érdekesség
- Abaligeten Denevérmúzeum található.

## Kapcsolódó szócikk
- Barlangi élettan